# 内藤義稠
内藤 義稠（ないとう よししげ）は、江戸時代中期の大名。陸奥国磐城平藩の第5代藩主。官位は従五位下・左京亮。延岡藩内藤家宗家5代。

## 略歴
第4代藩主・内藤義孝の次男。母は土屋政直の娘。
兄・義覚が早世したため嫡子となり、正徳2年（1712年）に父・義孝が病死したためその跡を継いだ。しかし藩政に見るところもなく、享保3年（1718年）に早世した。嗣子がなかったため、従弟にあたる政樹（伯父内藤義英の長男）が跡を継いだ。
死因は病死とされるが、松賀族之助・松賀孝興父子による毒殺説もある。

## 系譜
父母
- 内藤義孝（父）
- 土屋政直の娘（母）

婚約者
- 登免 - 間部詮房の養女、間部詮貞の娘

養子
- 内藤政樹 - 内藤義英の長男